# London Palladium
O London Palladium é um teatro de 2286 lugares, na cidade de Londres, perto da famosa rua Oxford Street e na muito conhecida zona de SoHo. O teatro foi aberto em 1910 com o nome The Palladium como um lugar para variadas apresentações. Desde sua abertura, já recebeu inúmeros espetáculos, shows e eventos, como um show dos Beatles e o Miss Mundo 1990.

## Arquitetura
O London Palladium foi construído em 1910 a mando de Walter Gibbons para competir com o London Hippodrome de Sir Edward Moss e o London Coliseum de Sir Oswald Stoll. Sua fachada remonta ao século XIX. Antigamente era um edifício de madeira chamado Corinthian Bazaar, que tinha como objetivo atrair clientes do Pantheon Bazaar recentemente fechado (agora Marks and Spencer) em Oxford Street. O teatro foi reconstruído um ano depois por Fredrick Hengler. No entanto, o Palladium foi redesenhado por Frank Matcham, um famoso arquiteto teatral que também desenhou o Coliseu, no endereço que anteriormente abrigava Circus de Hengler.
O teatro mantém muitas das suas características originais e foi tombado como listed building em setembro de 1960.

## História

### Pré-guerra
Inicialmente chamado como The Palladium o teatro foi palco de 40 edições do Royal Variety Performance (1930-2014). Em 1928, por três meses, o Palladium também funcionou como uma sala de cinema.

### A era George Black
Em 3 de setembro de 1928, o Palladium reaberto sob a direção do empresário e produtor George Black, como parte da General Theatre Corporation (GTC). Quando Black assumiu o controle, o teatro estava à beira da falência. Black trouxe estrelas locais da Grã-Bretanha além de nomes internacional conhecidos como Duke Ellington e sua Orquestra, Adelaide Hall, Louis Armstrong e Ethel Waters para temporadas de duas semanas. Sob sua gestão o Palladium logo foi ganhando e tornou-se conhecido como "The World's Leading Variety Theatre".
O Palladium ficou também conhecido nesse período pelas revistas "The Crazy Gang" com Life Begins no Oxford Circus. Os shows ficaram em cartaz de 1935 até 1940, quando foram transferidos para o Victoria Palace, e por lá até 1945.

### Segunda Guerra Mundial
O London Palladium foi atingido por uma mina alemã arremessada de pára-quedas em 11 de maio de 1941. O dispositivo caiu no telhado, uma equipe antibomba da Marinha Real foi enviado para lidar com o caso, a mina não chegou a ser detonada. A Medalha George por bravura e devoção foi entregue ao Sub Tenente Graham Maurice Wright por sua ação no teatro naquela noite. Ele foi morto meses mais tarde, em 19 de agosto de 1941, em rota para Gibraltar a bordo do navio SS Aguila, atingido por um míssil.

### A era Val Parnell
Val Parnell assumiu o cargo de diretor administrativo do London Palladium após a morte de George Black em 1945. Ele adotou uma controversa, mas muito bem sucedida, política de apresentar grande nomes do show business americano, entre eles: Judy Garland, Sophie Tucker, Bing Crosby, Danny Kaye, Carmen Miranda, as Andrews Sisters com Vic Schoen e sua orquestra, Bob Hope, Liza Minnelli, Ella Fitzgerald, Frank Sinatra, Sammy Davis Jr., Frankie Laine e Johnnie Ray, deixando de lado estrelas britânicas.
De 1955 a 1967, o teatro foi o cenário para o show de variedades do canal ITV, Sunday Night at the London Palladium apresentado inicialmente por Tommy Trinder, e mais tarde por Bruce Forsyth. O programa era transmitido ao vivo todas as semanas pela Associated Television (ATV), a produção era de Val Parnell. Seis programas foram exibidos como episódios especiais nos Estados Unidos entre maio e agosto de 1966 pela NBC.

### Pós-Parnell
Em janeiro de 1973, a banda de rock Slade fez um show no teatro que resultou em um colapso na estrutura do prédio. Em 1976, Marvin Gaye gravou um concerto ao vivo no local. O desempenho documentado em LP duplo foi intitulado Live at the London Palladium e lançado em 1977. Ele incluiu o seu hit número um Got to Give It Up.
No final de 1980, o Palladium foi mais uma vez o cenário para o popular show de variedades da ITV1, o Live From o Palladium, apresentado por Jimmy Tarbuck. Durante este tempo, o teatro estava sob a posse do grupo Stoll Moss de Teatros, sob gestão de Margaret e David Locke, que eram os dois maiores acionistas da Stoll Moss no momento.
Em 1988, o Edinburgh Gang Show apareceu como parte do Jubileu de Prata da British Music Hall Society.

### A era Really Useful
Em 2000, o teatro mudou mais uma vez de dono, depois de ter sido adquirida pelo Grupo Really Useful de Andrew Lloyd Webber. De 3 de maio de 2000 a 5 de janeiro de 2002, o Palladium apresentou o O Rei e Eu, estrelado por Elaine Paige e Jason Scott Lee na Broadway. Esta produção foi um sucesso de bilheteria arrecadando expressos £ 7 milhões. Nesta versão, Josie Lawrence interpretou o papel de Anna e Paul Nakauchi e Keo Woolford desempenhou o papel do Rei, respectivamente.
De abril de 2002 a setembro de 2005, o Palladium foi palco da versão teatral de Chitty Chitty Bang Bang, sucedendo ao sucesso de O Rei e Eu. Ao longo de 1 ano e 3 meses, o show provou ser o mais bem sucedido da história do London Palladium.
De 1 de novembro de 2004 e 22 de novembro, o cantor e compositor Jackson Browne se apresentou em sua turnê solo acústico. Durante o natal de 2005, o local foi cenário para a produção Scrooge de Bill Kenwright de Scrooge, o musical ficou em cartaz até 14 de janeiro de 2006, com Tommy Steele, fazendo um retorno ao Palladium.
O show Sinatra At The London Palladium ficou em exibição a partir de fevereiro de 2006, contando com uma banda ao vivo, grandes projeções de tela e dançarinos executando os maiores sucessos de Frank Sinatra.